# Neoacasta glans
Neoacasta glans is een zeepokkensoort uit de familie van de Archaeobalanidae.